# Humes-Jorquenay
Pour les articles homonymes, voir Humes.
Humes-Jorquenay est une commune française située dans le département de la Haute-Marne, en région Grand Est.

## Géographie

### Localisation
Le bourg de Humes est traversé par la route nationale 19 (Paris-Bâle), dans l'axe Chaumont-Langres, ainsi que par la ligne de chemin de fer Paris-Bâle. Il est longé également par le canal Champagne-Bourgogne.
Humes est située à quatre kilomètres, au nord de Langres, à environ deux kilomètres de la sortie autoroutière « Langres-Nord » de la A31.

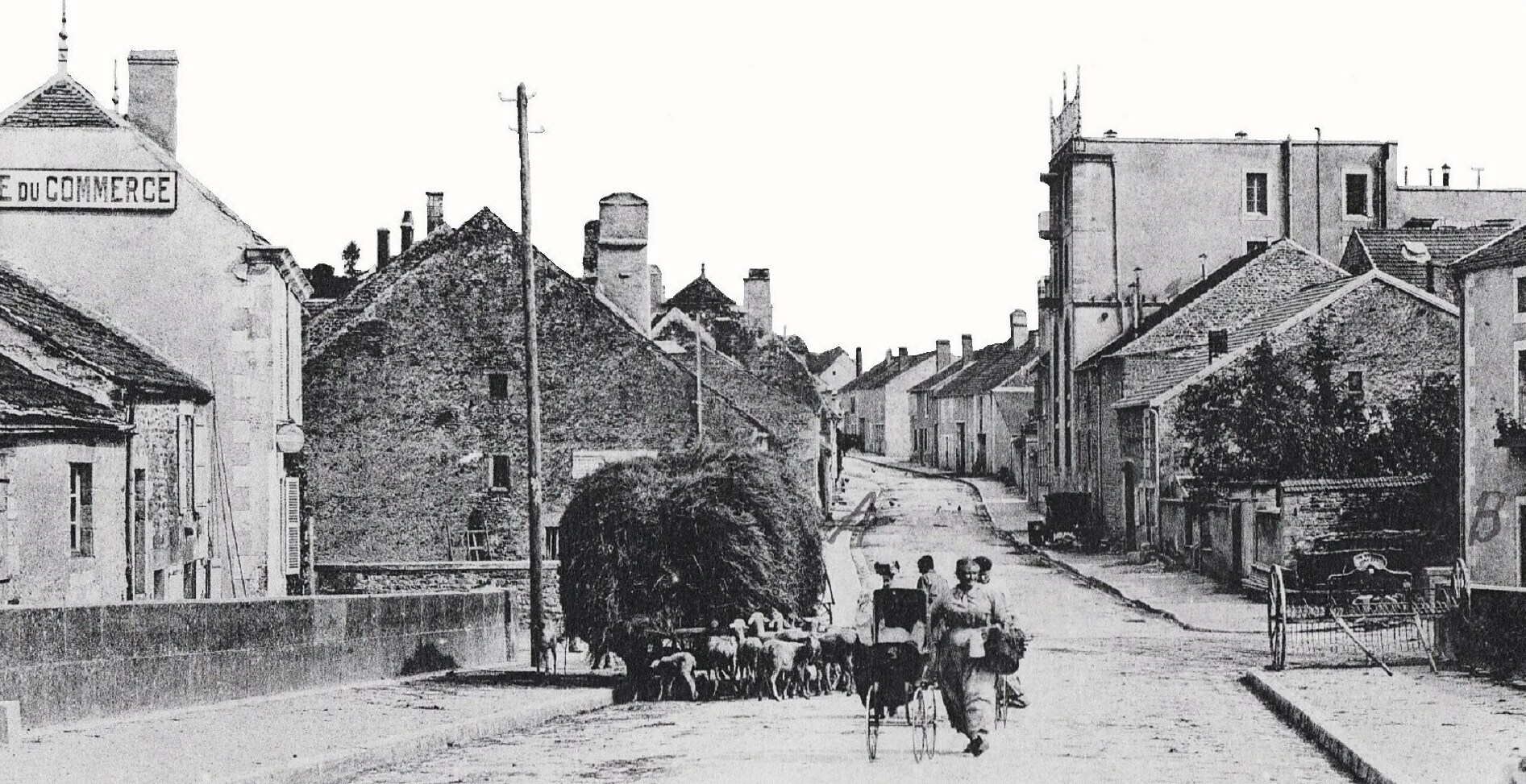
la route de Langres en 1915

| Chanoy                   | Rolampont       | Charmes               |
| Beauchemin               | Humes-Jorquenay |                       |
| Saint-Martin-lès-Langres | Langres         | Champigny-lès-Langres |

### Hydrographie
La commune est dans la région hydrographique « la Seine de sa source au confluent de l'Oise (exclu) » au sein du bassin Seine-Normandie. Elle est drainée par le canal de la Marne a la Saone, la Marne, la Conduite Mouche Liez, la Mouche, la Bonnelle, le ruisseau du Moulinot, le ruisseau du Pre du Chene et divers autres petits cours d'eau,.
Le canal de la Marne à la Saône est un canal à bief de partage au gabarit Freycinet, d'une longueur de 160 km reliant les vallées de la Marne et de la Saône, géré par les Voies navigables de France. 
La Marne  prend sa source sur le plateau de Langres, dans la commune de Saints-Geosmes (Haute-Marne) et se jette dans la Seine entre Charenton-le-Pont et Alfortville (Val-de-Marne) dans le quartier de Conflans-l'Archevêque. 
La Conduite Mouche Liez, d'une longueur de 12 km, prend sa source dans la commune de Saint-Ciergues et se jette  dans la Liez à Chatenay-Mâcheron, après avoir traversé six communes. 

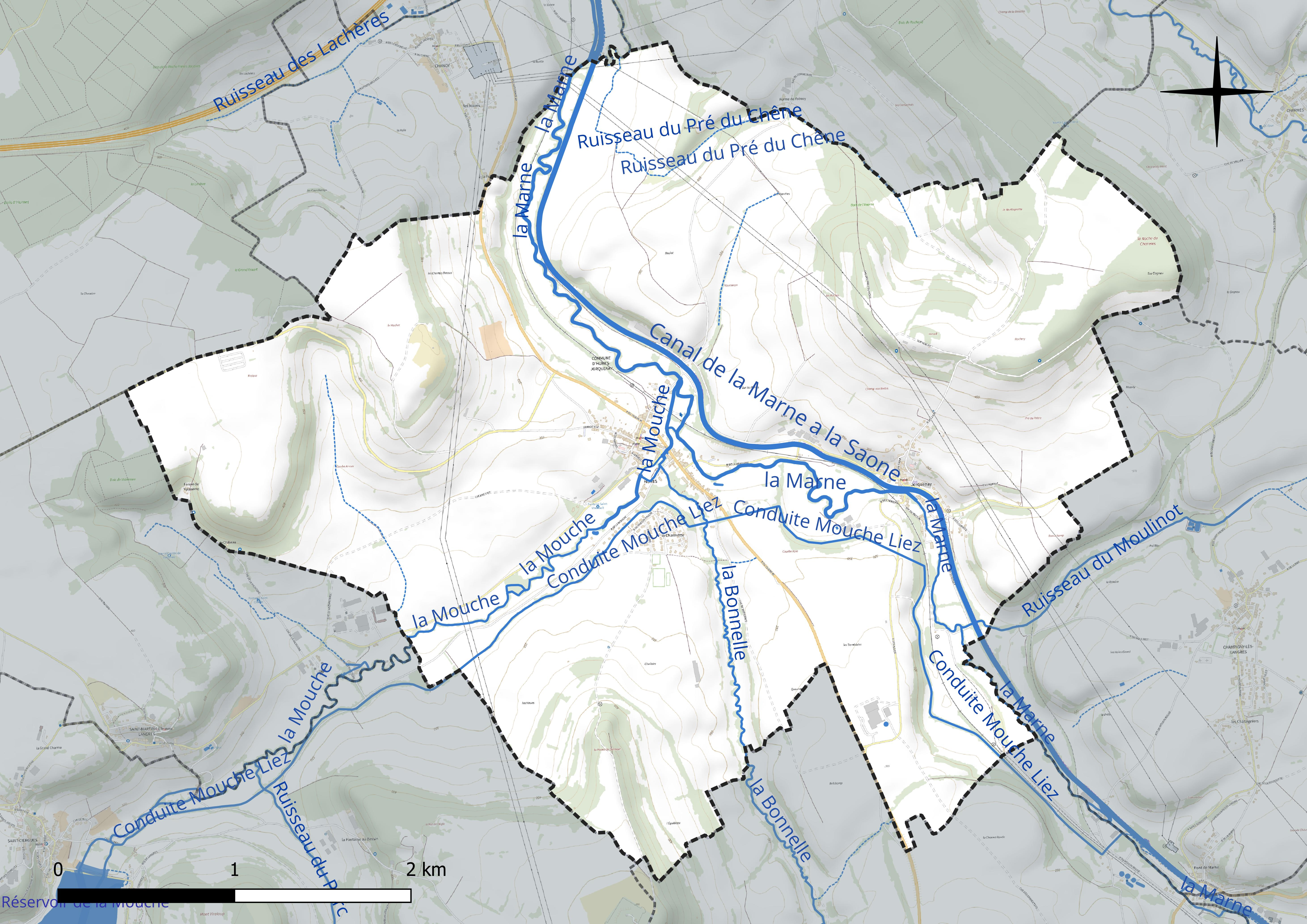
Réseau hydrographique de Humes-Jorquenay.

La Mouche, d'une longueur de 15 km, prend sa source dans la commune de Noidant-le-Rocheux et se jette  dans la Marne sur la commune, après avoir traversé cinq communes. 

### Climat
Pour des articles plus généraux, voir Climat du Grand Est et Climat de la Haute-Marne.
En 2010, le climat de la commune est de type climat des marges montargnardes, selon une étude du Centre national de la recherche scientifique s'appuyant sur une série de données couvrant la période 1971-2000. En 2020, Météo-France publie une typologie des climats de la France métropolitaine dans laquelle la commune est exposée à un climat océanique altéré et est dans la région climatique  Lorraine, plateau de Langres, Morvan, caractérisée par un hiver rude (1,5 °C), des vents modérés et des brouillards fréquents en automne et hiver. 
Pour la période 1971-2000, la température annuelle moyenne est de 9,9 °C, avec une amplitude thermique annuelle de 17 °C. Le cumul annuel moyen de précipitations est de 904 mm, avec 13,1 jours de précipitations en janvier et 9,1 jours en juillet. Pour la période 1991-2020, la température moyenne annuelle observée sur la station météorologique de Météo-France la plus proche, « Langres », sur la commune de Langres à 6 km à vol d'oiseau, est de 10,2 °C et le cumul annuel moyen de précipitations est de 896,1 mm. 
La température maximale relevée sur cette station est de 38,8 °C, atteinte le 25 juillet 2019 ; la température minimale est de −21,2 °C, atteinte le 2 février 1956,,. 
Les paramètres climatiques de la commune ont été estimés pour le milieu du siècle (2041-2070) selon différents scénarios d'émission de gaz à effet de serre à partir des nouvelles projections climatiques de référence DRIAS-2020. Ils sont consultables sur un site dédié publié par Météo-France en novembre 2022.

## Urbanisme

### Typologie
Au 1er janvier 2024, Humes-Jorquenay est catégorisée commune rurale à habitat dispersé, selon la nouvelle grille communale de densité à sept niveaux définie par l'Insee en 2022.
Elle est située hors unité urbaine. Par ailleurs la commune fait partie de l'aire d'attraction de Langres, dont elle est une commune de la couronne,. Cette aire, qui regroupe 77 communes, est catégorisée dans les aires de moins de 50 000 habitants,.

### Occupation des sols
L'occupation des sols de la commune, telle qu'elle ressort de la base de données européenne d’occupation biophysique des sols Corine Land Cover (CLC), est marquée par l'importance des territoires agricoles (88 % en 2018), une proportion sensiblement équivalente à celle de 1990 (88,8 %). La répartition détaillée en 2018 est la suivante : 
prairies (49,9 %), terres arables (35 %), forêts (7,8 %), zones urbanisées (4,2 %), zones agricoles hétérogènes (3,1 %). L'évolution de l’occupation des sols de la commune et de ses infrastructures peut être observée sur les différentes représentations cartographiques du territoire : la carte de Cassini (XVIIIe siècle), la carte d'état-major (1820-1866) et les cartes ou photos aériennes de l'IGN pour la période actuelle (1950 à aujourd'hui).

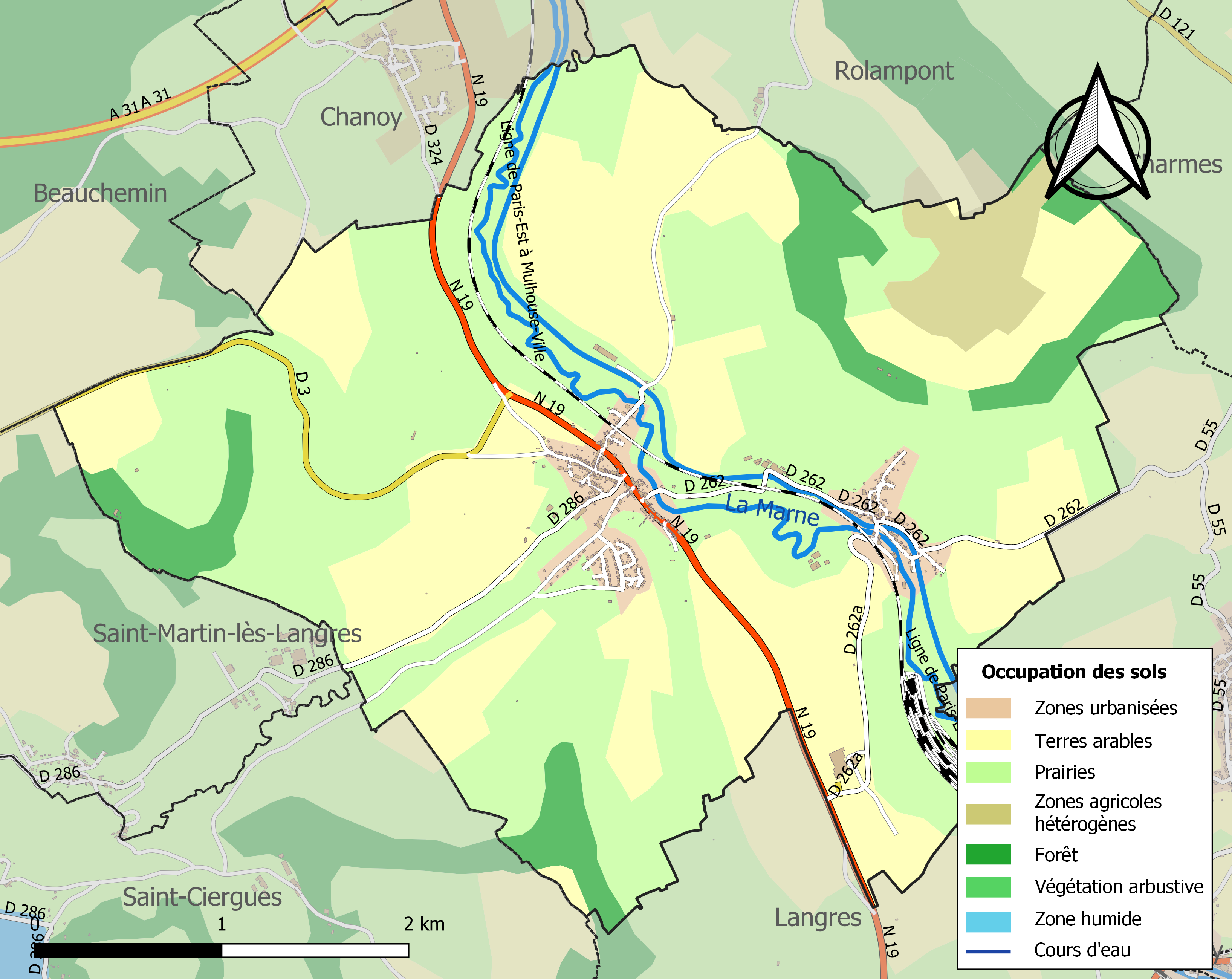
Carte des infrastructures et de l'occupation des sols de la commune en 2018 (CLC).

## Toponymie
Humes est attesté sous les formes Usma villa (921) ; Osismus, in pago Lingonico (IXe siècle) ; Parrochia Ozime (1151) ; Dominus de Osmis (1215) ; Huismes (1233) ; Vuimes (vers 1240) ; Huymes (1263) ; Finagium de Huymis (1268) ; Eumes, Umes, Uimes, Hume (1274-1275) ; Ecclesia de Humis (1285) ; Uymes, Uymez (1326) ; Humes (1334) ; Heusme (1436) ; Husmes (1675).

L’augmentatif uxima se retrouve dans les noms Humes et Huisnes qui reposent sur le gaulois, on admet généralement aujourd'hui la forme féminine °ux(s)ama(s) / °ux(s)isama(s) < °uxs-sama(s) / °ux(s)i-sama(s) « très haute(s) » ou simplement « hauteur(s) », à l’origine entre autres des noms de même étymologie que l'on retrouve en France pour Exmes, Huismes, etc,. Le superlatif uxisama a fourni  « la plus haute ». Notons qu’Uxisama fut une déesse gauloise des hauteurs dont le nom a pu interférer avec cette appellation.
Jorquenay est attesté sous les formes Jorquenna (1219) ; Jorquenaium (1269) ; Jourquenay (1321) ; Villa de Jorquenayo, villa de Jurquenayo (1334) ; Jorquenay (1464).

Du gaulois *jorcos, « chèvre sauvage », agglutination du nom de personne gallo-romain jorquenus et du suffixe acum qui signifie : « la terre de jorquenus, le chevrier » .

## Histoire
- La qualité de l'eau dite de la « Fontaine au bassin », provenant d'un captage sur la commune de Saint–Ciergues, a permis l'installation d'une brasserie à Humes dès le début du XIXe siècle. Différentes bières Bock y ont été produites, dont la Vézelize à partir de 1930. En 1972, Stella Artois rachète la brasserie qui sera finalement fermée en 1975. Il ne reste plus aujourd'hui que la maison de maître, la tonnellerie attenante et le parc avec un jet d'eau.
- Le 15 juin 1940, le commandant René Pépin part seul en reconnaissance. Après avoir réglé ses armes sur le lac près de Langres, il découvre une colonne ennemie qu'il entreprend de mitrailler. C'est alors qu'une patrouille de Messerschmitt 109 l'attaque. Il succombe sous le nombre et s'écrase près du village de Humes. Il totalisait deux victoires aériennes.

Le 25 juin 1963, en hommage à cet aviateur, l'Armée de l'Air donnera à la base aérienne 132 Colmar-Meyenheim (Haut-Rhin) comme nom de tradition celui de : base aérienne d'opérations Commandant-René-Pépin. En 2010, la base aérienne 132 ferma définitivement, c'est le 1er régiment de marche du Tchad, venant de Noyon (Oise), qui, aujourd'hui est implanté dans les anciennes installations.

## Politique et administration
L'association de ce village avec celui de Jorquenay, situé à deux kilomètres, décidée par les conseils municipaux en 1972, a donné naissance à la commune de Humes-Jorquenay le 1er février 1973.

### Liste des maires
| Période                                  | Période  | Identité      | Étiquette | Qualité |
| ---------------------------------------- | -------- | ------------- | --------- | ------- |
| Les données manquantes sont à compléter. |          |               |           |         |
| 1985                                     | 2014     | Jean Henry    |           |         |
| 2014                                     | En cours | Henri Linares |           |         |

## Population et société

### Démographie
L'évolution du nombre d'habitants est connue à travers les recensements de la population effectués dans la commune depuis 1793. Pour les communes de moins de 10 000 habitants, une enquête de recensement portant sur toute la population est réalisée tous les cinq ans, les populations de référence des années intermédiaires étant quant à elles estimées par interpolation ou extrapolation. Pour la commune, le premier recensement exhaustif entrant dans le cadre du nouveau dispositif a été réalisé en 2005.

En 2022, la commune comptait 592 habitants, en évolution de +4,41 % par rapport à 2016 (Haute-Marne : −4,62 %, France hors Mayotte : +2,11 %).
| 1793 | 1800 | 1806 | 1821 | 1831 | 1836 | 1841 | 1846 | 1851 |
| ---- | ---- | ---- | ---- | ---- | ---- | ---- | ---- | ---- |
| 500  | 399  | 522  | 502  | 597  | 549  | 583  | 583  | 598  |

| 1856 | 1861 | 1866 | 1872 | 1876 | 1881 | 1886 | 1891 | 1896 |
| ---- | ---- | ---- | ---- | ---- | ---- | ---- | ---- | ---- |
| 593  | 566  | 528  | 500  | 514  | 790  | 515  | 496  | 453  |

| 1901 | 1906 | 1911 | 1921 | 1926 | 1931 | 1936 | 1946 | 1954 |
| ---- | ---- | ---- | ---- | ---- | ---- | ---- | ---- | ---- |
| 448  | 460  | 463  | 411  | 413  | 409  | 418  | 415  | 376  |

| 1962 | 1968 | 1975 | 1982 | 1990 | 1999 | 2005 | 2006 | 2010 |
| ---- | ---- | ---- | ---- | ---- | ---- | ---- | ---- | ---- |
| 376  | 355  | 472  | 591  | 598  | 601  | 590  | 587  | 578  |

| 2015 | 2020 | 2022 | - | - | - | - | - | - |
| ---- | ---- | ---- | - | - | - | - | - | - |
| 570  | 583  | 592  | - | - | - | - | - | - |

## Culture locale et patrimoine

### Lieux et monuments

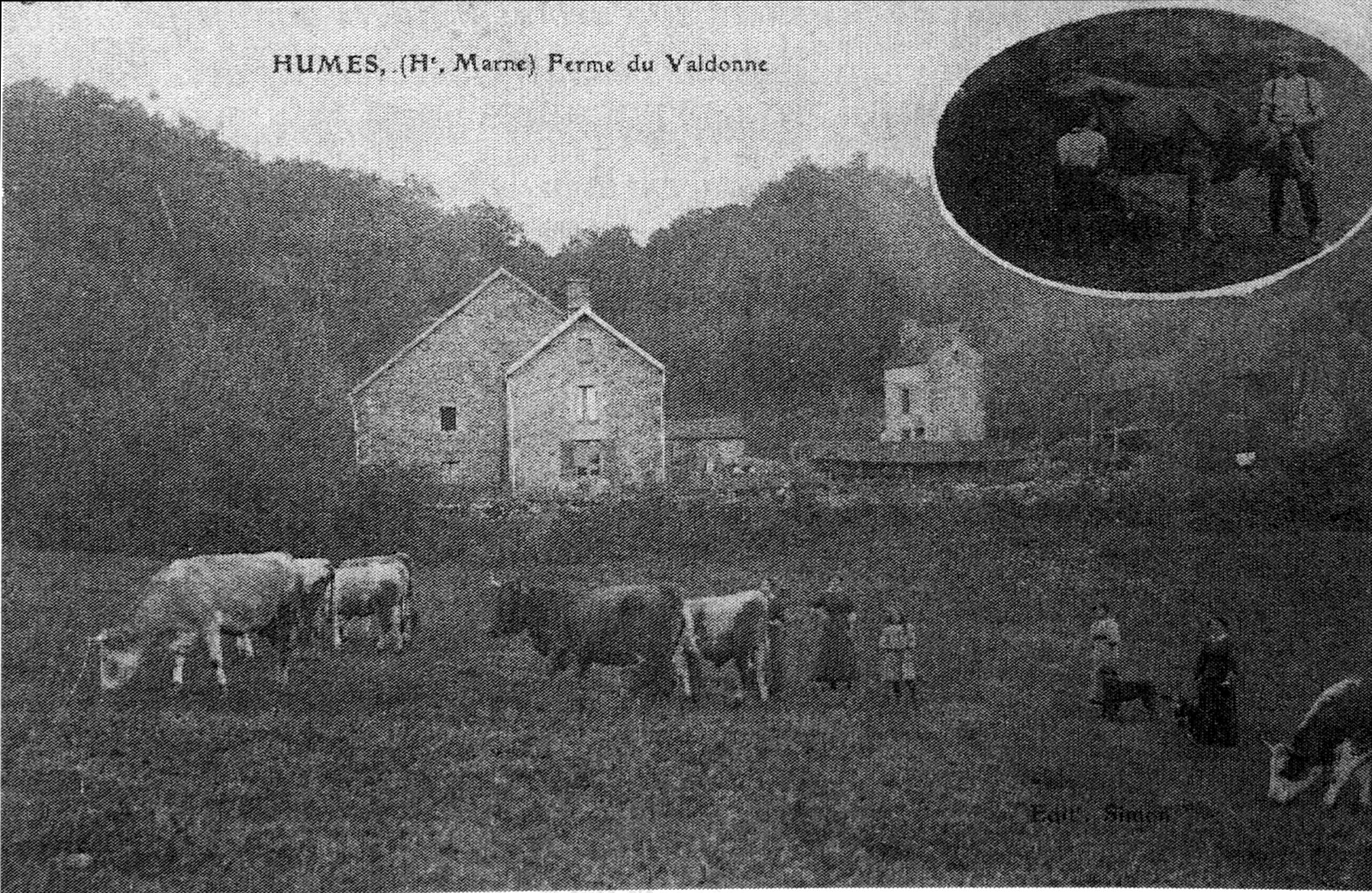
Humes.

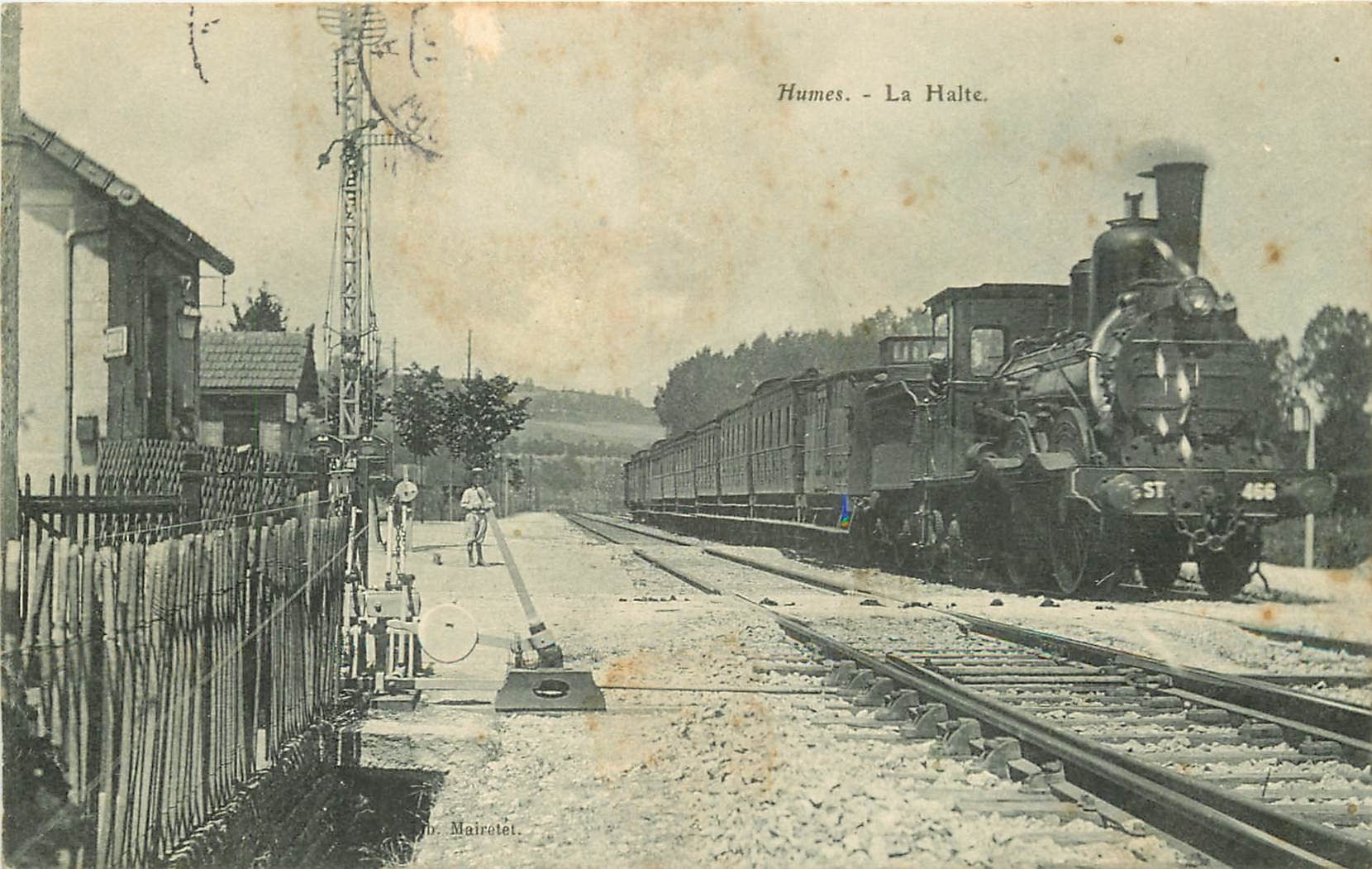
La gare vers 1910.

- Le pont tournant sur le canal à Jorquenay[26].
- Les vestiges de l'ancienne Brasserie & Malterie de Humes, dans un beau parc avec jet d'eau[27].
- Batterie de Humes[28].
- Fontaine Saint-Vinebault[29].
- Église Saint-Vinebault de Humes[30].

### Personnalités liées à la commune
- Guillaume Henry, styliste, fils du maire Jean Henry, grandit à Humes.
- Alfred Flocard né le 11 avril 1866 à Jorquenay ecclésiastique qui fut évêque de Limoges de 1920 à 1938.

## Héraldique
| Blason de Humes-Jorquenay | Blason  | Tiercé en pairle renversé: au 1 de sinople à une gerbe de blé d'or liée de gueules; au 2 de gueules à un fourquet de brasseur d'or; au 3 d'argent à la fasce ondée d'azur et à l'ancre renversée de sable brochant sur elle; à un listel d'or chargé de l'inscription "HUMES JORQUENAY" de sable brochant sur le tout. |
| Blason de Humes-Jorquenay | Détails | Créé par JF Binon. Blason sur la façade de la mairie. |